# Complex.h
complex.h — заголовочный файл стандартной библиотеки языка программирования С, в котором объявляются функции для комплексной арифметики. Эти функции используют встроенный тип complex, который появился в стандарте C99.

## Макросы и типы данных
Файл определяет следующие макросы и типы данных:
```
#define complex _Complex

#define _Complex_I const float _Complex

#define imaginary _Imaginary

#define _Imaginary_I const float _Imaginary

#define I

```

для работы с комплексными и мнимыми числами. Макросы imaginary должны быть объявлены только если платформа поддерживает работу с мнимыми числами (Опциональная часть стандарта C99 "Annex G").
Макрос I раскрывается либо в _Imaginary_I либо в _Complex_I. В отличие от обычного запрещения переопределений библиотечных макросов стандарт разрешает переопределять I, complex и imaginary.

## Директивы компилятора
Стандарт C99 описывает следующую директиву компилятора (прагму), используемую при работе с комплексными числами:
```
#include
 
<complex.h>

#pragma STDC CX_LIMITED_RANGE on/off

```

Обычные математические формулы для комплексного умножения, деления и нахождения абсолютного значения проблематичны из-за бесконечности и переполнения. Эта директива уведомляет (при флаге on) среду о том, что можно использовать обычные математические формулы. Цель этой директивы - разрешить окружению использовать следующие функции:
{\displaystyle (x+iy)(u+iv)=(xu-yv)+i(yu+xv)\,}
{\displaystyle (x+iy)/(u+iv)=[(xu+yv)+i(yu-xv)]\div (u^{2}+v^{2})\,}
{\displaystyle \mid x+iy\mid ={\sqrt {x^{2}+y^{2}}}}
если программист считает их безопасными.

## Функции

### Тригонометрические
Функции в заголовочном файле complex.h представлены для трёх типов — double, float и long double (значения представлены в радианах):
```
#include
 
<complex.h>

double
 
complex
 
cacos
 
(
double
 
complex
 
z
);

float
 
complex
 
cacosf
 
(
float
 
complex
 
z
);

long
 
double
 
complex
 
cacosl
 
(
long
 
double
 
complex
 
z
);

double
 
complex
 
casin
 
(
double
 
complex
 
z
);

float
 
complex
 
casinf
 
(
float
 
complex
 
z
);

long
 
double
 
complex
 
casinl
 
(
long
 
double
 
complex
 
z
);

double
 
complex
 
catan
 
(
double
 
complex
 
z
);

float
 
complex
 
catanf
 
(
float
 
complex
 
z
);

long
 
double
 
complex
 
catanl
 
(
long
 
double
 
complex
 
z
);

double
 
complex
 
ccos
  
(
double
 
complex
 
z
);

float
 
complex
 
ccosf
 
(
float
 
complex
 
z
);

long
 
double
 
complex
 
ccosl
 
(
long
 
double
 
complex
 
z
);

double
 
complex
 
csin
 
(
double
 
complex
 
z
);

float
 
complex
 
csinf
 
(
float
 
complex
 
z
);

long
 
double
 
complex
 
csinl
 
(
long
 
double
 
complex
 
z
);

double
 
complex
 
ctan
(
double
 
complex
 
z
);

float
 
complex
 
ctanf
(
float
 
complex
 
z
);

long
 
double
 
complex
 
ctanl
(
long
 
double
 
complex
 
z
);

```

для вычисления тригонометрических значений синуса, косинуса, тангенса и котангенса для комплексных чисел.

### Гиперболические
```
#include
 
<complex.h>

double
 
complex
 
cacosh
(
double
 
complex
 
z
);

float
 
complex
 
cacoshf
(
float
 
complex
 
z
);

long
 
double
 
complex
 
cacoshl
(
long
 
double
 
complex
 
z
);

double
 
complex
 
casinh
(
double
 
complex
 
z
);

float
 
complex
 
casinhf
(
float
 
complex
 
z
);

long
 
double
 
complex
 
casinhl
(
long
 
double
 
complex
 
z
);

double
 
complex
 
catanh
(
double
 
complex
 
z
);

float
 
complex
 
catanhf
(
float
 
complex
 
z
);

long
 
double
 
complex
 
catanhl
(
long
 
double
 
complex
 
z
);

double
 
complex
 
ccosh
(
double
 
complex
 
z
);

float
 
complex
 
ccoshf
(
float
 
complex
 
z
);

long
 
double
 
complex
 
ccoshl
(
long
 
double
 
complex
 
z
);

double
 
complex
 
csinh
(
double
 
complex
 
z
);

float
 
complex
 
csinhf
(
float
 
complex
 
z
);

long
 
double
 
complex
 
csinhl
(
long
 
double
 
complex
 
z
);

double
 
complex
 
ctanh
(
double
 
complex
 
z
);

float
 
complex
 
ctanhf
(
float
 
complex
 
z
);

long
 
double
 
complex
 
ctanhl
(
long
 
double
 
complex
 
z
);

```

Функции вычисляют гиперболический косинус, синус, тангенс, котангенс для комплексных чисел.

### Экспоненциальные и логарифмические
```
double
 
complex
 
cexp
(
double
 
complex
 
z
);

float
 
complex
 
cexpf
(
float
 
complex
 
z
);

long
 
double
 
complex
 
cexpl
(
long
 
double
 
complex
 
z
);

double
 
complex
 
clog
(
double
 
complex
 
z
);

float
 
complex
 
clogf
(
float
 
complex
 
z
);

long
 
double
 
complex
 
clogl
(
long
 
double
 
complex
 
z
);

```

Функции вычисляют логарифм и экспоненту для комплексных чисел.

### Степенные и абсолютные
```
#include
 
<complex.h>

double
 
cabs
(
double
 
complex
 
z
);

float
 
cabsf
(
float
 
complex
 
z
);

long
 
double
 
cabsl
(
long
 
double
 
complex
 
z
);

double
 
complex
 
cpow
(
double
 
complex
 
x
,
 
double
 
complex
 
y
);

float
 
complex
 
cpowf
(
float
 
complex
 
x
,
 
float
 
complex
 
y
);

long
 
double
 
complex
 
cpowl
(
long
 
double
 
complex
 
x
,

long
 
double
 
complex
 
y
);

double
 
complex
 
csqrt
(
double
 
complex
 
z
);

float
 
complex
 
csqrtf
(
float
 
complex
 
z
);

long
 
double
 
complex
 
csqrtl
(
long
 
double
 
complex
 
z
);

```

Функции вычисляют абсолютное значение и корень для комплексных чисел.

### Управляющие
```
#include
 
<complex.h>

double
 
carg
(
double
 
complex
 
z
);

float
 
cargf
(
float
 
complex
 
z
);

long
 
double
 
cargl
(
long
 
double
 
complex
 
z
);

double
 
cimag
(
double
 
complex
 
z
);

float
 
cimagf
(
float
 
complex
 
z
);

long
 
double
 
cimagl
(
long
 
double
 
complex
 
z
);

double
 
complex
 
conj
(
double
 
complex
 
z
);

float
 
complex
 
conjf
(
float
 
complex
 
z
);

long
 
double
 
complex
 
conjl
(
long
 
double
 
complex
 
z
);

double
 
complex
 
cproj
(
double
 
complex
 
z
);

float
 
complex
 
cprojf
(
float
 
complex
 
z
);

long
 
double
 
complex
 
cprojl
(
long
 
double
 
complex
 
z
);

double
 
creal
(
double
 
complex
 
z
);

float
 
crealf
(
float
 
complex
 
z
);

long
 
double
 
creall
(
long
 
double
 
complex
 
z
);

```

Функции семейства carg возвращают значение аргумента комплексного числа z на интервале {\displaystyle [-\pi ;+\pi ]}.
Функции семейства cimag возвращают мнимую часть числа z.
Функции семейства creal возвращают действительную часть числа z.